# Winsford (Somerset)
Winsford è un villaggio e parrocchia civile dell'Inghilterra, appartenente alla contea del Somerset.